# Ancienne porte Marne
La porte Marne de Châlons-en-Champagne est un hémicycle entourant la place qui a été construit au XVIIIe siècle en remplacement de la porte d'entrée de la ville.

## Histoire
La place au XVIIIe fut construit en remplacement de la porte Marne médiévale qui s'était écroulée en 1770. En 1808, les Châlonnais élevaient devant le pont un arc de triomphe à Napoléon, il fut détruit à l'explosif le 5 février 1814 pour retarder l'entrée des alliés ; il était fait des pierres prise à l'ancienne église Sainte-Marie. Les façades et toitures des immeubles formant hémicycle à l'entrée de la rue de la Marne du côté ouest ont été bâties en 1848 sous la direction de l'architecte Vagny et sont inscrits au titre des monuments historiques en 1941.

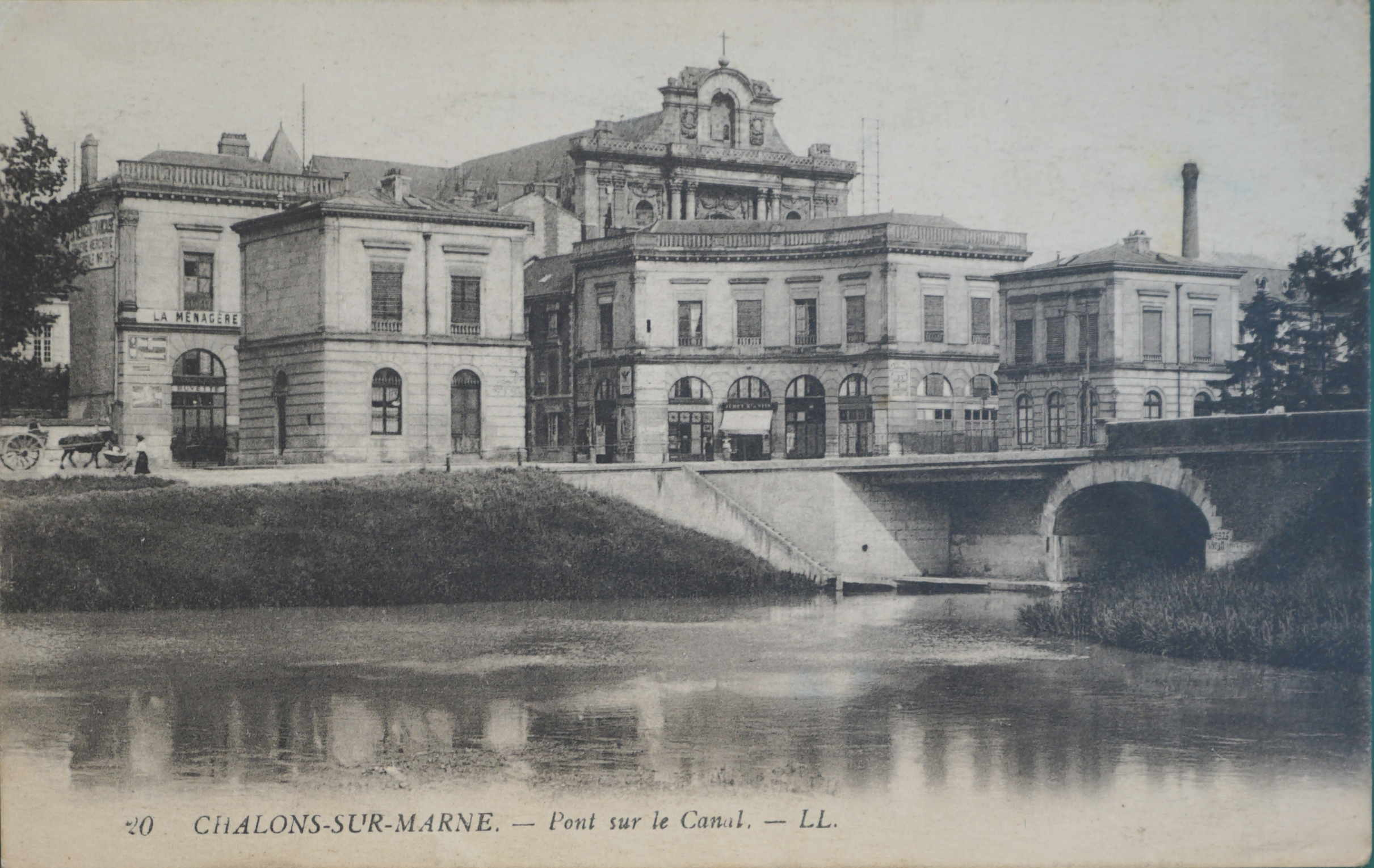
Début XXe la Marne, le pont et l'hémicycle, portail de la Cathédrale Saint-Étienne de Châlons.
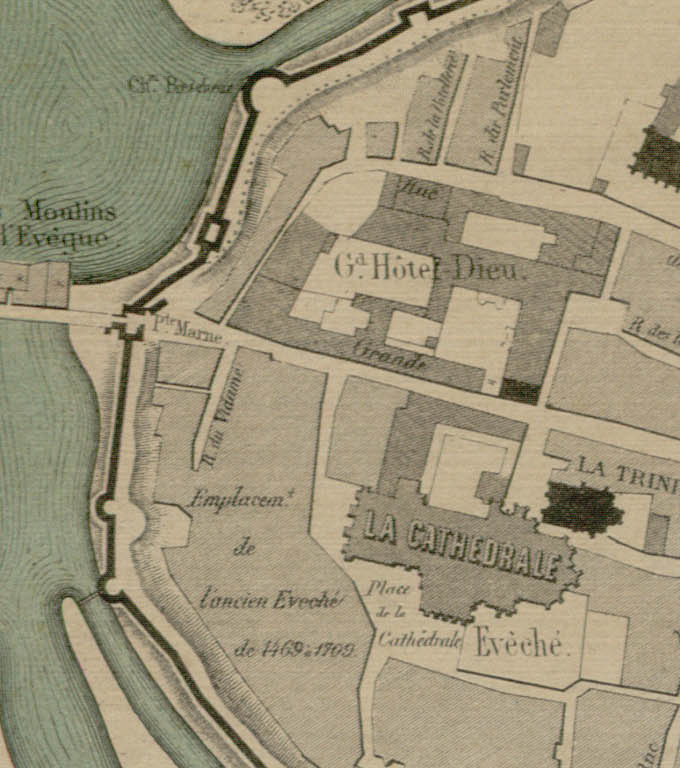
La porte et les moulins, à gauche sur un plan de 1775, Bibliothèque Georges-Pompidou.
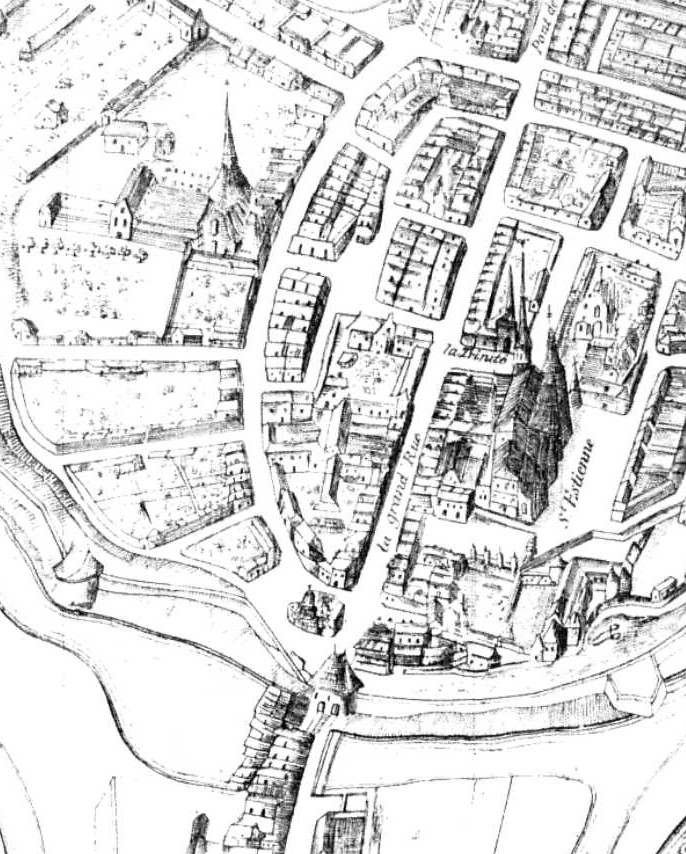
Aspect en 1635, plan Picart, bibliothèque de Reims
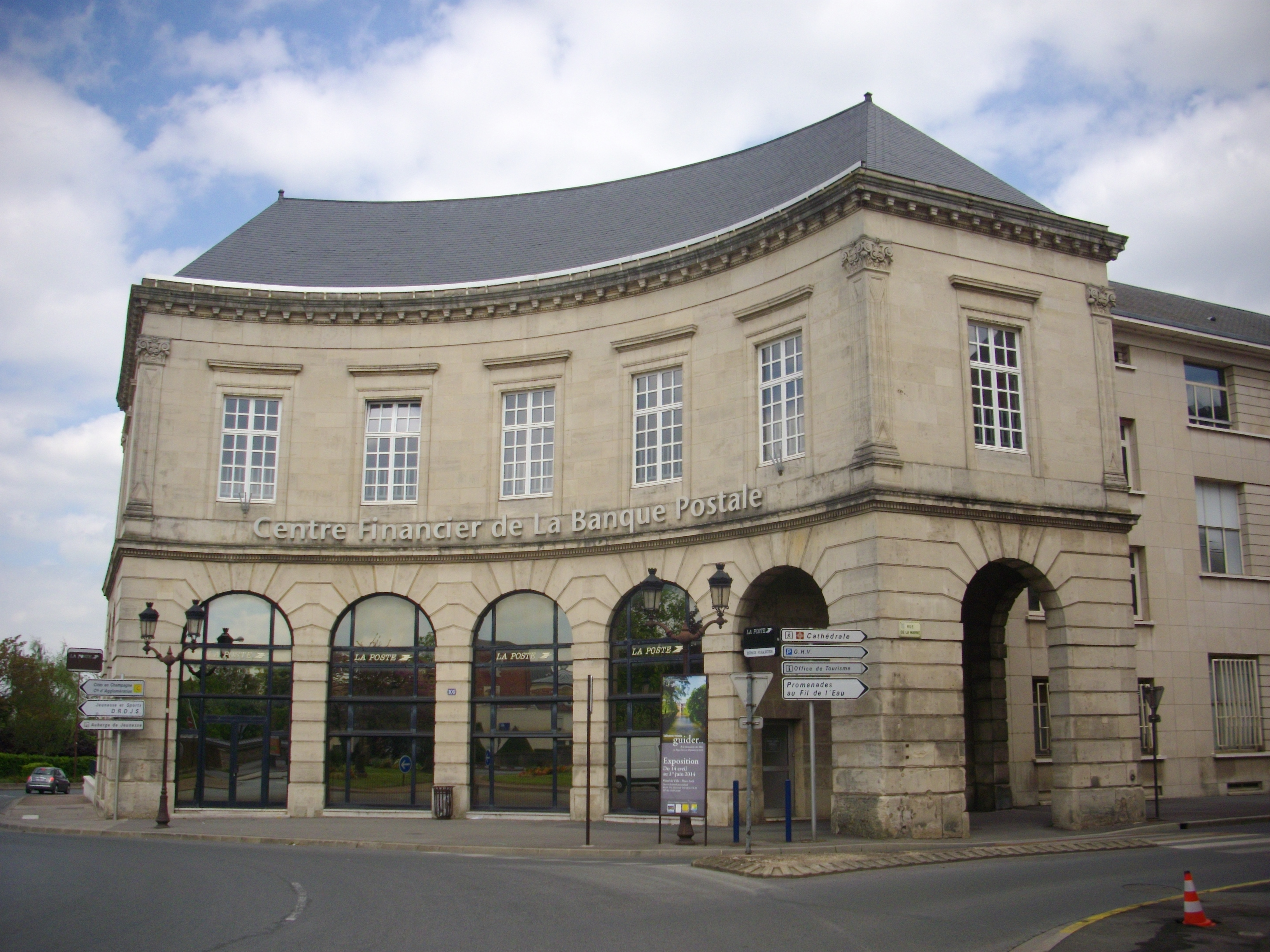
Détail sud
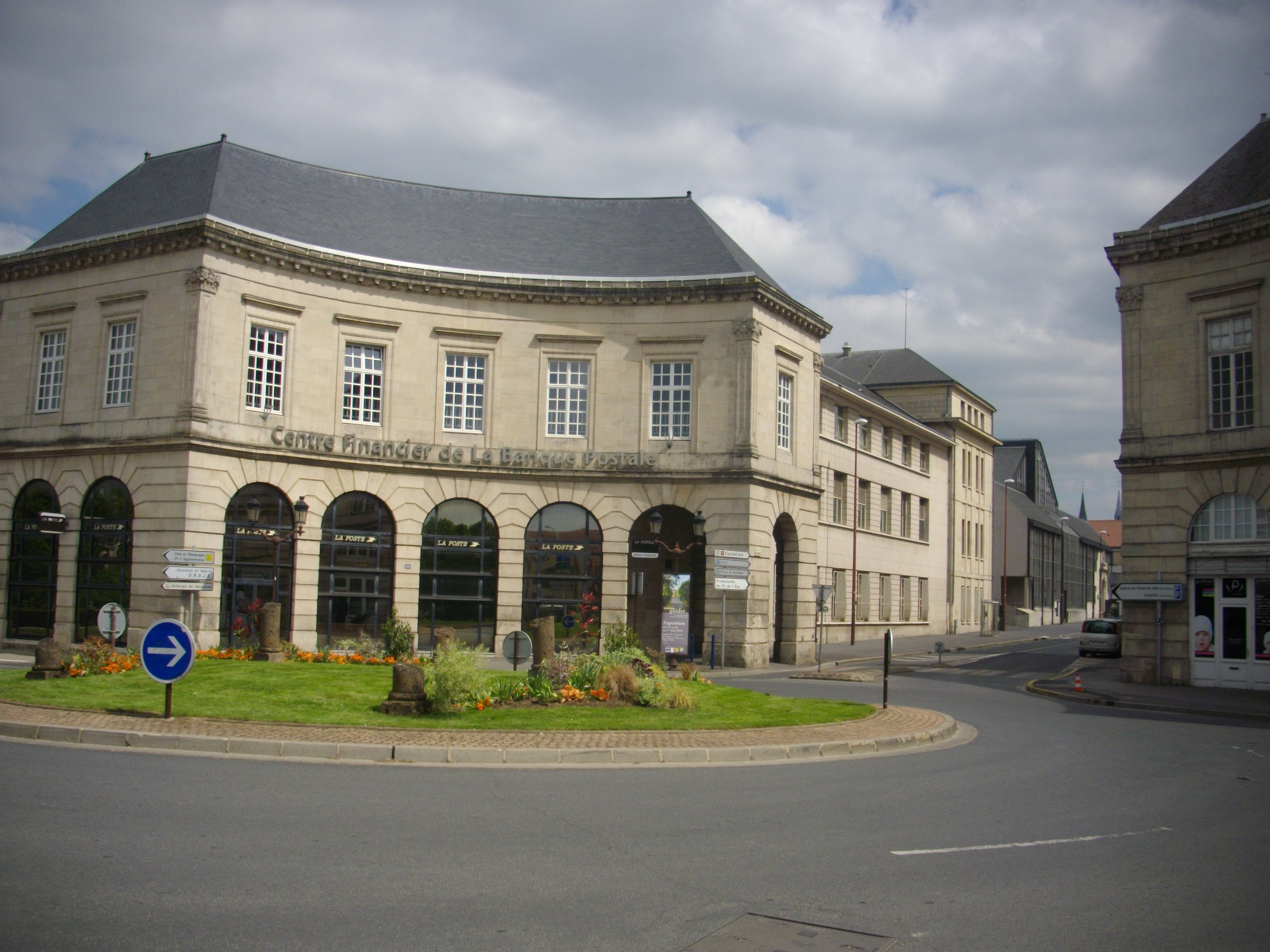
et nord.
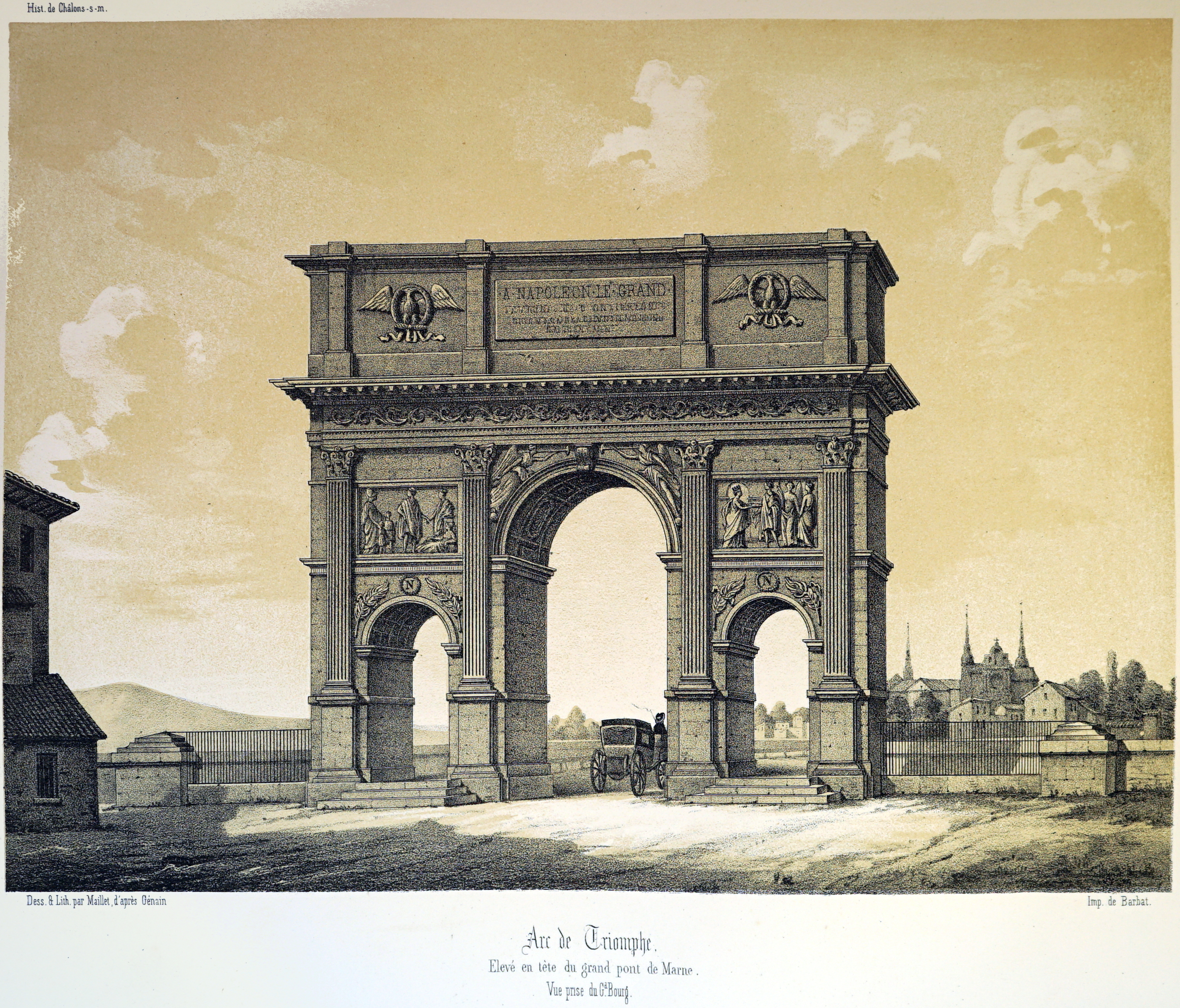
Arc de triomphe.